# Désaturation en oxygène
La désaturation en dioxygène est une diminution du pourcentage de la saturation en dioxygène (O2). La saturation signifie que la concentration de dioxygène dissous dans le sang est plus grande que sa solubilité. On dit que le taux de dioxygène dissous est à saturation. On mesure la désaturation à partir de la valeur de 100 %. Une désaturation de 3 % donne donc une valeur de 97 %.